# Halina Karpińska (sędzia)
Halina Karpińska (ur. 23 maja 1925 w Raciążu) – polska sędzia, poseł na Sejm PRL IV i V kadencji.

## Życiorys
Uzyskała wykształcenie wyższe prawnicze. Odbyła aplikację sędziowską, pełniła funkcję prezesa Sądu Powiatowego w Aleksandrowie Kujawskim.
W 1965 i 1969 uzyskiwała mandat posła na Sejm PRL z ramienia Polskiej Zjednoczonej Partii Robotniczej w okręgu Włocławek. Przez dwie kadencje zasiadała w Komisji Wymiaru Sprawiedliwości.
Odznaczona Odznaką 1000-lecia Państwa Polskiego.